# Ананес
Ана́нес (греч. Ανάνες) — группа необитаемых скалистых островов вулканического происхождения в Эгейском море, расположенных вдали от крупных массивов суши и окружённых очень глубоким морем. Расположены на расстоянии примерно 10 морских миль к юго-западу от мыса Псалис на юго-западной оконечности Милоса и 47 морских миль к востоку-северо-востоку от мыса Малея на юго-восточной оконечности Пелопоннеса. Входит в острова Киклады. Административно относятся к сообществу Милос в общине Милос периферийной единицы Милос периферии Южные Эгейские острова.
На крупнейшем острове — Ананес — находится маяк для навигации судов, следующих по маршруту Пирей — Ираклион.
В античности акватория островов называлась Миртойским морем. Острова Миртойского моря: Фалконера, Велопула, Ананес и воды, окружающие острова Фалконера и Велопула, общей площадью 2114,93 га, из которых 86,77 % — морские воды, входят в экологическую сеть «Натура 2000». Это важное место для размножения морских птиц и видов, обитающих на прибрежных скалах. К видам, вызывающим озабоченность, относится чеглок Элеоноры (Falco eleonorae). Небольшая и изолированная гнездящаяся популяция хохлатого баклана (Phalacrocorax aristotelis desmarestii) рассредоточена вдоль скалистого побережья островков и добывает пищу в море.